# Home for Christmas
Home for Christmas е първият коледен и вторият студиен албум на американската поп-група Ен Синк издаден през ноември 1998 година. Албумът е с общи продажби 2 милиона в САЩ, застава на седмо място в класацията Билборд 200 и получава два пъти платинена сертификация.

## Списък с песните

### Оригинален траклист (Home for Christmas)
1. „Home for Christmas“ – 4:28
2. „Under My Tree“ – 4:32
3. „I Never Knew the Meaning of Christmas“ –	4:45
4. „Merry Christmas, Happy Holidays“ – 4:12
5. „The Christmas Song“ – 3:16
6. „I Guess It's Christmas Time“ – 3:52
7. „All I Want Is You This Christmas“ – 3:43
8. „The First Noel“ – 3:28
9. „In Love on Christmas“ – 4:06
10. „It's Christmas“ – 4:29
11. „O Holy Night“ – 3:33
12. „Love's In Our Hearts On Christmas Day“ – 3:54
13. „The Only Gift“ – 3:51
14. „Kiss Me at Midnight“ – 3:28

### The Meaning of Christmas
1. „I Guess It's Christmas Time“
2. „Merry Christmas, Happy Holidays“
3. „I Never Knew the Meaning of Christmas“
4. „Love's in Our Hearts on Christmas Day“
5. „Home for Christmas“
6. „In Love on Christmas“
7. „The Only Gift“
8. „It's Christmas“
9. „All I Want Is You This Christmas“
10. „God Must Have Spent a Little More Time on You“ (Remix)
11. „Kiss Me at Midnight“
12. „The Christmas Song“
13. „The First Noel“
14. „O Holy Night“